# The Void (videogioco)
The Void (noto anche come Turgor, in russo : Тургор) è un videogioco d'avventura per computer sviluppato nel 2008 dallo studio Ice-Pick Lodge e pubblicato in Russia e Polonia da ND Games il 17 aprile 2008.
Ha vinto il primo premio come "non-standard game" al Game Developers Conference russo, KRI, nel 2007.
Il gioco è stato poi pesantemente modificato e messo in commercio in lingua inglese, con il nuovo titolo di The Void, per l'Europa occidentale il 23 ottobre 2009 in versione retail, e poi in download digitale su Steam dal 16 dicembre 2009.

## Trama
Il protagonista del gioco è un'anima rimasta imprigionata nel vuoto, il "The Void" del titolo inglese, prima della morte assoluta. Il Vuoto è un purgatorio grigio e desolato, luogo in cui la cosa più preziosa è il Colore, un liquido che rappresenta la forza vitale.
Il colore è scarso e la fame è la norma per le creature in esso viventi, bellissime creature femminili chiamate "Le Sorelle", e per i "Fratelli", sorta di guardiani dal mostruoso aspetto biomeccanoide.
Il colore è la risorsa fondamentale nel gioco, è allo stesso tempo la riserva di salute del protagonista e la sua unica arma. Con l'aiuto di una Sorella senza nome, l'anima scopre che c'è un modo per fuggire e rivivere ancora una volta, tornando verso la superficie, ma per fare questo il giocatore dovrà affrontare i terribili Fratelli e percorrere passo dopo passo tutto l'universo cupo ed onirico di cui è composto il Vuoto.

## Curiosità
Nessuna delle versioni di Turgor-Typrop e The Void contiene l'italiano, né nel parlato né nei sottotitoli. La prima versione venne pubblicata solo in russo e polacco, la seconda solo in inglese e tedesco.
Esistono da tempo due patch per l'installazione di sottotitoli in italiano, amatoriale nel caso di The Void e semi-ufficiale per Turgor-Typrop, ma Ice-Pick Lodge non ne ha mai autorizzato il rilascio per ragioni di opportunità commerciale (nessuno dei produttori delle due versioni ne ha mai richiesto la traduzione).